# بيوس الحادي عشر
البابا بيوس الحادي عشر (باللاتينية:Pius PP. XI) هو بابا الكنيسة الكاثوليكية بالترتيب التاسع والخمسون بعد المائتان لحبرية طويلة دامت من 1922 وحتى وفاته عام 1939. واتخذ «سلام المسيح، في مملكة المسيح» شعارًا له. لعلّ أهم منجزات عهده هي اتفاقية لاتران مع الدولة الإيطالية والتي أوجدت الفاتيكان بالشكل المتعارف عليه اليوم؛ وتحديده الأحد الأخير من شهر أكتوبر عيدًا للمسيح الملك. لقب «بابا الرسالات»، و«بابا العمل الكاثوليكي»، ويعود لحبريته أيضًا عددًا من المباني الفاتيكانية الهامة، مثل متحف العلوم الحديثة ومتحف الرسالات، وكذلك أنشأ المرصد الفاتيكاني.

## حياته

### النشأة ودراسته
ولد باسم آشيل راتي في إحدى قرى ميلانو يوم 31 مايو 1857. دخل الإكليريكية باكرًا وهو في سن العاشرة من عمره، وأتمّ دراسته في إكليريكية ميلانو الكبرى عام 1879، وأتقن اللغتين الألمانية والعبرية. انتسب بعد ذلك إلى الجامعة الغريغورية في روما، ونال منها ثلاث شهادات دكتوراه في اللاهوت، وفي الفلسفة، وفي الحق الكنسي. سيم كاهنًا عام 1879 وعين مدرسًا في إكليريكية ميلانو وقيمًا على مكتبة ميلانو الكبرى. أبدى خلال عمله الرعوي بنشر التعليم المسيحي في المدارس، والعناية بالطبقات الفقيرة. عينه البابا بندكت الخامس عشر مديرًا لمكتبة الفاتيكان عام 1914، ثم زائرًا رسوليًا في بولندا عام 1918 حيث عمل على تأمين وحدة البلاد ومكانة الكنيسة الخاصة فيها، ولنجاحه عينه البابا رئيس أساقفة وارسو، وفي عام 1921 كاردينالاً ورئيس أساقفة ميلانو، حيث أمضى فيها ثمانية أشهر فقط قبل أن ينتخب بابا للكنيسة الجماعة، في 6 فبراير 1922 خلفًا للبابا بندكت الخامس عشر.

### حبريته

في المرحلة الأولى من حبريته، سعى البابا إلى تثبيت وضع الكنيسة من الناحية السياسية، وهو ما ولّد في 11 فبراير 1929 إلى توقيع ثلاث معاهدات سياسية ومالية وحقوقية، عرفت باسم اتفاقية لاتران، بين الكاردينال غاسباري ممثل الكرسي الرسولي وموسيليني ممثل الدولة الإيطالية. تم بموجب هذه الاتفاقية الاعتراف باستقلال الفاتيكان وتعويضها ماليًا مقابل الاعتراف البابوي بالتنازل عن الأراضي التي كانت تشكل الدولة البابوية، وبهذا المعنى فقد أوجدت اتفاقية لاتران الفاتيكان بالشكل المتعارف عليه اليوم.
بين 1930 - 1936 اتخذت حبرية بيوس الحادي عشر بشكل أساسي، طابعًا رعويًا - تعليميًا، فأصدر رسائل عديدية حول التربية والزواج والشبيبة والكهنوت، وناقش مسائل سياسية واجتماعية. أعلن البابا عام 1933 - 1934 عام الفداء، والتي سترتكز عليه حبريته اللاحقة، إذ أرادها «مرتكزة على شخص المسيح». كما أعلن الأحد الأخير من شهر أكتوبر سنويًا عيدً «للمسيح الملك، مقدمًا سلام المسيح وملكه، لعالم معاد للمسيح في المجالات السياسية والاقتصادية». أجرى البابا أيضًا عدة تعديلات في مجمع الكرادلة، اثنين من بطانته غدوا باباوات، أمين سر الفاتيكان هو البابا اللاحق باسم بيوس الثاني عشر ومعاون أمين السر باسم بولس السادس.

### تعليمه الكنسي والاجتماعي
كان البابا يعتبر من المحافظين والمناهضين لليبرالية، لذلك فقد حظر أي بحوث تتعلق بالنقدية الأعلى للكتاب المقدس، وأوقف الحركات المسكونية للاتحاد مع الكنائس الشرقية التي كان قد شجعها سابقًا؛ وأعطى «توجيهات صارمة» بخصوص الكهنوت والزواج. أعلن البابا ملافنة جدد للكنيسة الجامعة، منهم يوحنا الصليب وألبير الكبير، مقدمًا إياهم «مثال الكنيسة في القرن العشرين»؛ كما نادى بقداسة برناديت سوبيرو وخوري آرس وتريزا الطفل يسوع التي قررها «نجمة حبريته، وشفيعة المرسلين». أسس البابا عام 1929 إذاعة الفاتيكان، وشجع المشاريع السينمائية، وركز على تخفيف التفاوت الطبقي وكرامة العمال في تعليمه الاجتماعي.

### سياسته الخارجية
بوصفه بابا ما بين الحربين، فقد ركّز بيوس الحادي عشر على السلام بين الأمم في سياسته الخارجية. أدان البابا بوثائق رسمية ومواقف متعددة جميع النزعات التي ظهرت في العالم آنذاك متطرفة للقومية، فشجب الحمية الوطنية المتطرفة التي تلامس العنصرية في تطرفها، وعبادة الدولة، والشيوعية التي سيطرت على مقاليد الحكم في روسيا عام 1917، والفاشية الصاعدة في إيطاليا، كما كانت علاقة الكرسي سيئة ومقطوعة مع الجمهورية الفرنسية الثالثة منذ 1905، وأدان النازية أيضًا، وحين زار هتلر روما في 8 مايو 1938 رفض البابا استقباله، معلنًا موقفه المشهور:
| بيوس الحادي عشر | نحن، [المسيحيون] ساميّون بالروح. | بيوس الحادي عشر |